# Mo i Rana
Mo i Rana város Norvégiában, közel az ország földrajzi középpontjához. Közigazgatásilag Nordland megyéhez tartozik, azon belül Rana község székhelye. „Az északi sarkkör városának” is nevezik, mivel a sarkkör (majdnem) áthalad Rana községen.

## Éghajlat
Mo i Rana éghajlata szubarktikus, melyet hosszú, hideg tél, és a rövid, meleg nyár jellemez. A téli időjárás nagyon kiszámíthatatlan és változékony, hóviharok gyakran előfordulhatnak. Télen gyakran a sarki fény is elfordul. A nyár rövid, július és augusztus a legmelegebb hónap. A csapadék mértéke  1400 mm/év.
| Hónap                          | Jan. | Feb. | Már. | Ápr. | Máj. | Jún. | Júl. | Aug. | Szep. | Okt. | Nov. | Dec. | Év   |
| ------------------------------ | ---- | ---- | ---- | ---- | ---- | ---- | ---- | ---- | ----- | ---- | ---- | ---- | ---- |
| Átlagos max. hőmérséklet (°C)  | −2,7 | −1,8 | 1,6  | 5,3  | 11,6 | 15,9 | 17,7 | 16,4 | 11,3  | 6,1  | 1,2  | −1,1 | 6,8  |
| Átlagos min. hőmérséklet (°C)  | −8,1 | −7,1 | −4,4 | −0,9 | 3,5  | 7,8  | 10,3 | 9,3  | 5,7   | 1,9  | −3,5 | −6,4 | 0,7  |
| Átl. csapadékmennyiség (mm)    | 146  | 117  | 112  | 74   | 64   | 70   | 97   | 110  | 155   | 186  | 136  | 163  | 1430 |
| Forrás: Meteorologisk institut |      |      |      |      |      |      |      |      |       |      |      |      |      |

## Közlekedés
A város repülőtere az autóval 20 perc alatt elérhető, 8 km-re nyugatra fekvő Røssvollban található, és rendszeres járatok kötik össze Trondheimmel és Bodøvel. Mo i Rana kikötőjében négy hatalmas rakpart található. A szigetekre tartó kompok a 60 percre található Stokkvågenből indulnak.
A norvég vasút személy- és teherszállító vonatai északi és déli irányban is rendszeresen közlekednek.
A várost érinti az E6-os és az E12-es európai út.